# Перехресні завади
Перехресні завади — сигнали завади, що виникають у лінії зв'язку через наявність сигналу у сусідніх лініях передачі.
Виникнення перехресної завади зв'язане з наявністю ємнісних і/або індуктивних паразитних зв'язків між лініями передачі. Через те, що паразитний зв'язок убуває при збільшенні відстані між лініями передачі, найвпливовішими є наводки від сусідніх ліній.

## Основні засоби зменшення перехресних завад
- зміна топології, геометрії і конструкції міжз'єднання;
- розміщення провідників на сусідніх шарах по ортогональних напрямках;
- використання узгодженого включення електричних схем;
- збільшення відстані між провідниками;
- зменшення довжини дільниці взаємодії і площі перекриття контурів, створених кожною взаємодіючою лінією зв'язку разом з логічними елементами і загальною «землею»;
- введення металевих шарів, що знижують хвильовий опір ліній зв'язку та екрануючі суміжні сигнальні шари.

Найбільш простий захід — скорочування довжини дільниці взаємодії.